# Seleção Afegã de Basquetebol Masculino
A Seleção Afegã de Basquetebol é a equipe oficial que representa o Afeganistão nas principais competições internacionais.